# 瓦拉姆群島

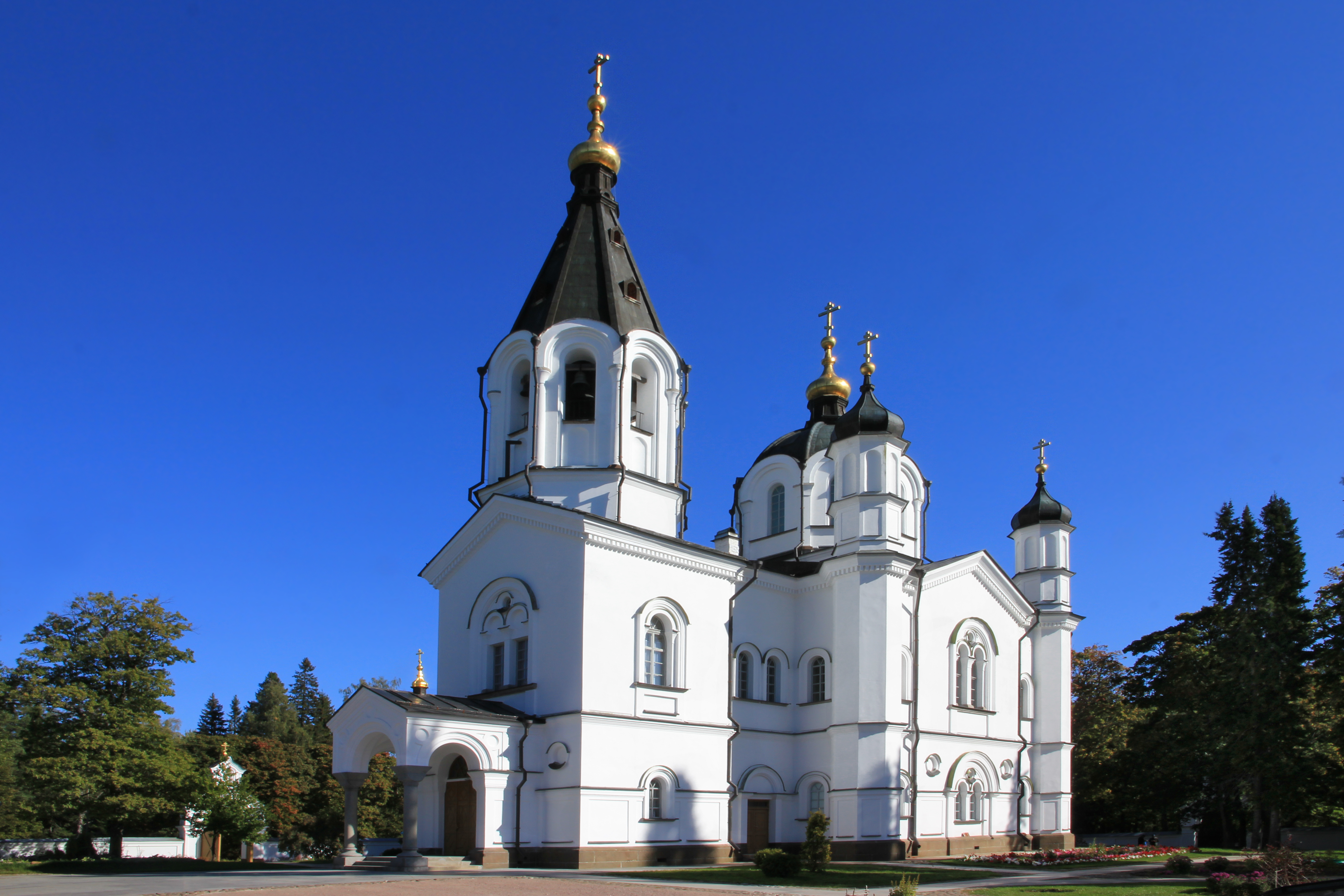
The Skete of All Saints on the Valamo. Karelia, Russia

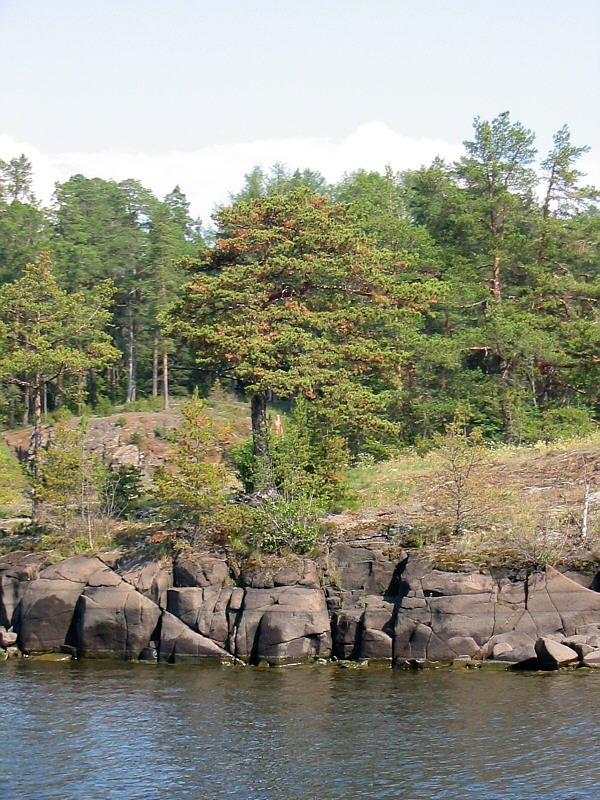
Rugged nature of Valaam

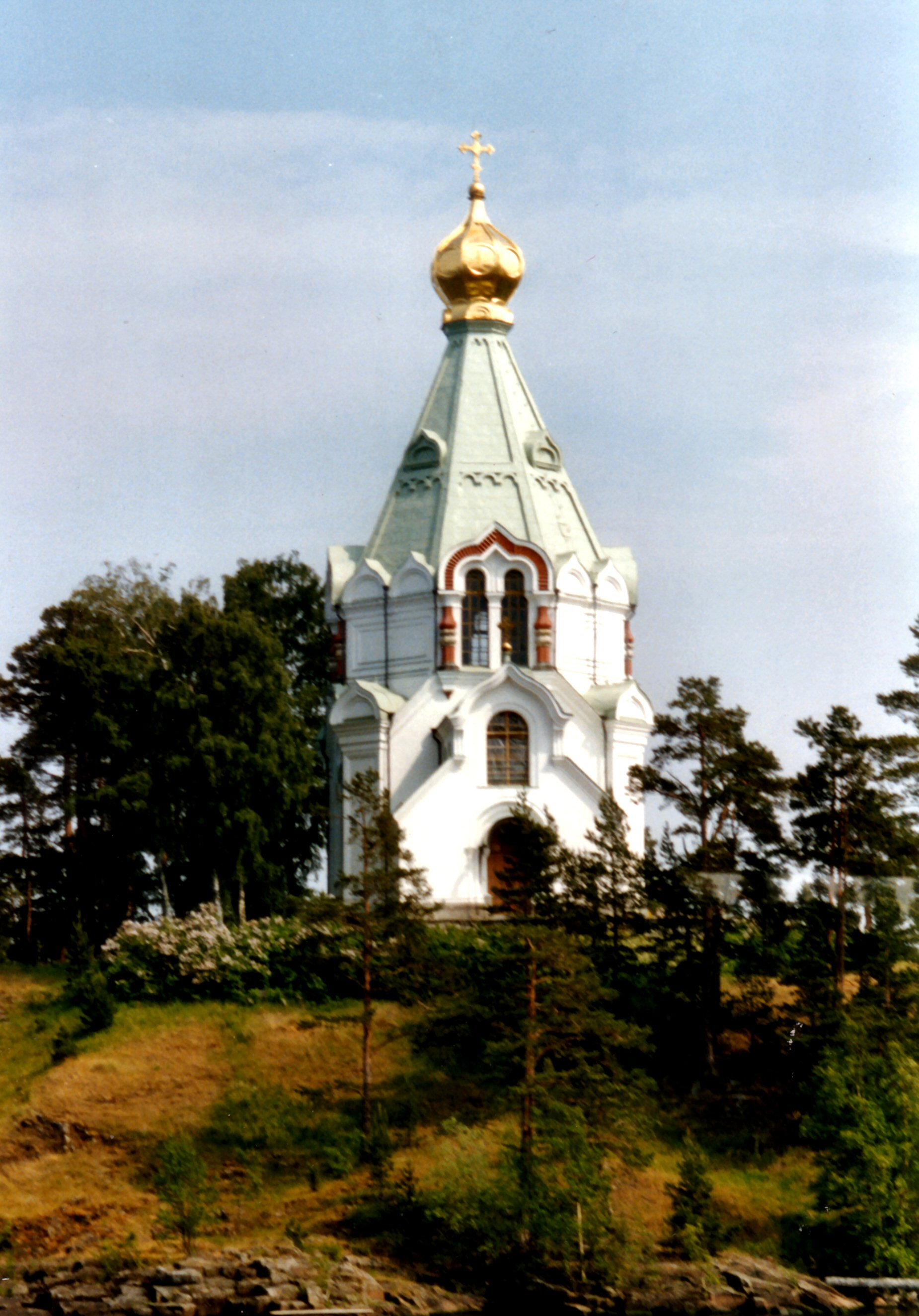
Church of the St. Nicholas Skete at the mouth of the Monastery Bay, Valaam

瓦拉姆群島是俄羅斯的群島，位於拉多加湖北部，由卡累利阿共和國負責管轄，由超過50個島嶼組成，總土地面積36平方公里，主島瓦拉姆島面積27.8平方公里。
61°22′27″N 30°57′39″E / 61.37417°N 30.96083°E